# Alexander Vencel (1967)
Alexander Vencel  (* 2. března 1967, Bratislava) je bývalý slovenský fotbalista, brankář, reprezentant Československa i Slovenska, syn fotbalového brankáře Alexandera Vencela staršího.

## Hráčská kariéra
Je odchovancem Slovanu Bratislava, kde také začal profesionální kariéru. Hrál za Slovan Bratislava (1987–1989, 1990–1994), RH Cheb (1989–1990), RC Strasbourg (1994–2000) a Le Havre AC (2000–2005). Se Slovanem získal roku 1992 titul mistra Československa a jednou titul mistra Slovenska (1994). Dále získal dvakrát Slovenský fotbalový pohár (1989, 1994), jedenkrát Slovenský fotbalový superpohár / Matičný Pribinův pohár (1994). Vítězem Interpoháru byl v letech 1990, 1992, 1993, 1994. Ve Štrasburku vyhrál roku 1997 francouzský ligový pohár.
V československé, slovenské a francouzské lize odehrál 532 utkání.

## Reprezentační kariéra
Za československou reprezentaci odehrál v letech 1991–1992 dvě utkání, ani jednou neodehrál celý zápas, premiéru v délce 8 minut si odbyl v přátelském zápase 25. září 1991 proti Norsku, druhý a zároveň svůj poslední zápas za federální tým odehrál proti Polsku 27. května 1992, tehdy chytal jeden poločas.
Samostatné Slovensko reprezentoval 19x.

## Trenérská kariéra
Jeho kariéra jako trenéra je spjata s Francií, a to díky svému 11letému hráčskému působení. V roce 2005 začal jako asistent u juniorky Le Havru, pomáhal s brankáři, pomáhal u osmnáctiletých, kteří hráli nejvyšší dorosteneckou soutěž. Poté přišla nabídka od Štrasburku, tři roky pracoval s brankáři, občas i s A-mužstvem. Byl odpovědný za všechny brankáře, kteří působili v klubu a zároveň byl asistentem hlavního trenéra.
V únoru 2011 představil v Banské Štiavnici své nové působení v orgánech FIFA na novém celosvětovém projektu a zároveň jako sportovní garant francouzské firmy CT – Wel. Projekt sa týká komplexní přípravy brankářů.
Alexander Vencel ml. je autorem knih Brankár a Brankár 2.